# Purísima de Cerro Grande
Purísima de Cerro Grande es una localidad del estado mexicano de Guanajuato. Es parte del municipio de San Luis de la Paz.

## Toponimia
El nombre «Purísima» hace referencia a la santa patrona de la localidad: Nuestra Señora de la Purísima Concepción.

## Demografía
| Gráfica de evolución demográfica |
|                                  |

| Censo | Población |
| ----- | --------- |
| 1990  | 194       |
| 2000  | 183       |
| 2010  | 731       |
| 2020  | 1 030     |